# Leucorrhinia caudalis
Leucorrhinia caudalis là một loài chuồn chuồn ngô thuộc họ Libellulidae. Loài này có ở Áo, Belarus, Bỉ, Croatia, Cộng hòa Séc, Đan Mạch, Estonia, Phần Lan, Pháp, Đức, Hungary, Latvia, Litva, Luxembourg, Hà Lan]], Na Uy, Ba Lan, Nga, Serbia và Montenegro, Slovenia, Thụy Điển, và Ukraina. Các môi trường sống tự nhiên của chúng là đầm lầy và hồ nước ngọt. Nó bị đe dọa do mất môi trường sống.

## Hình ảnh

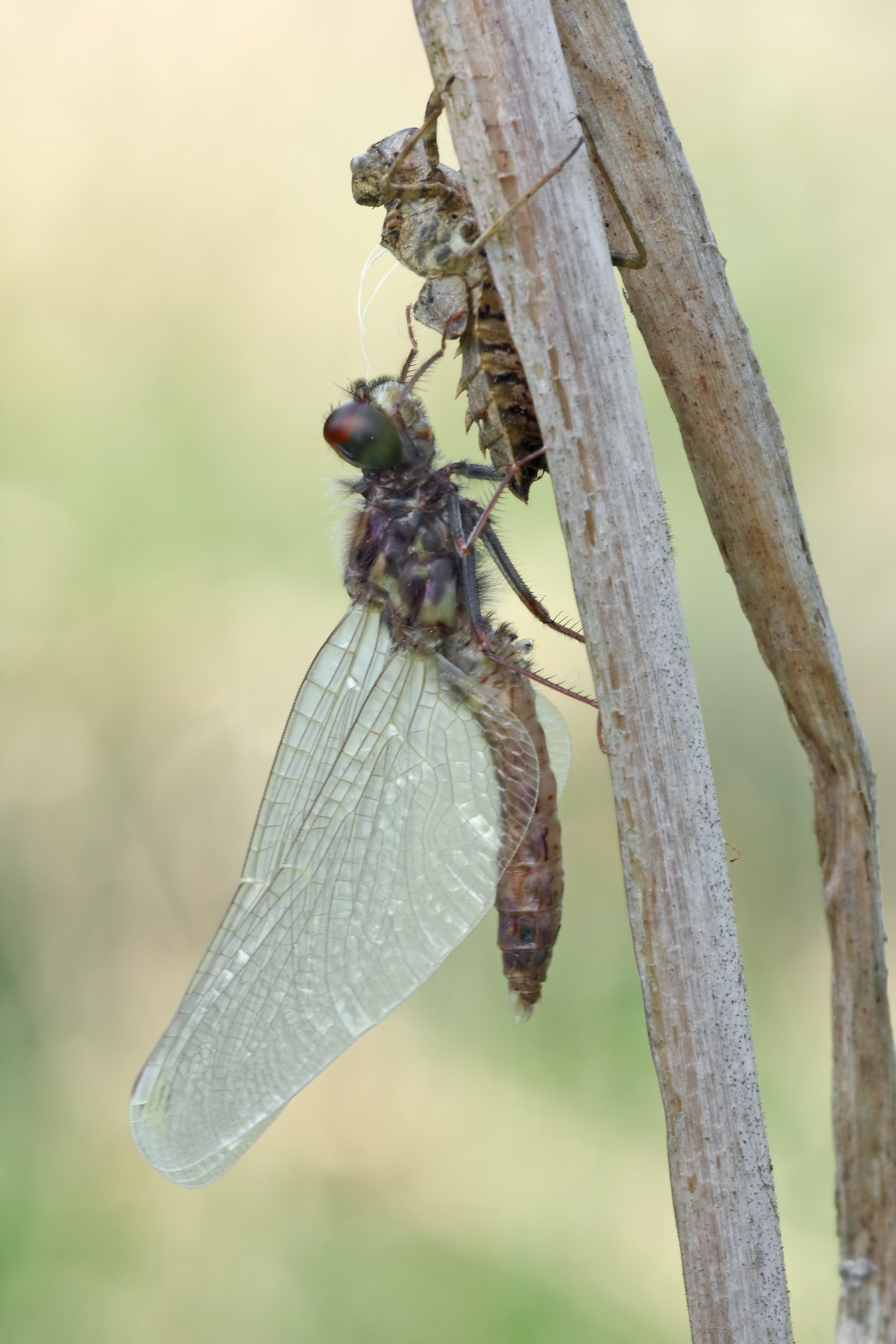
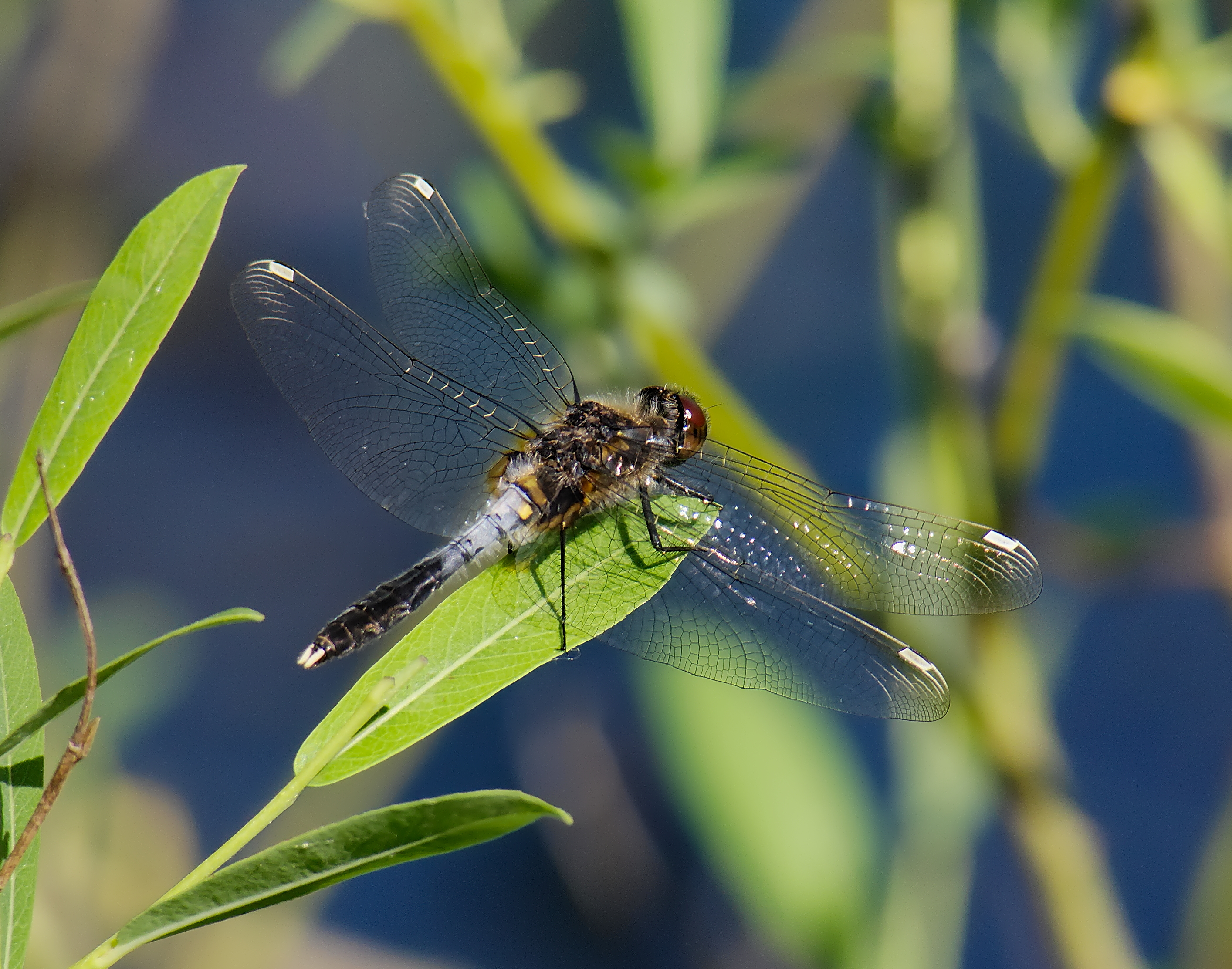
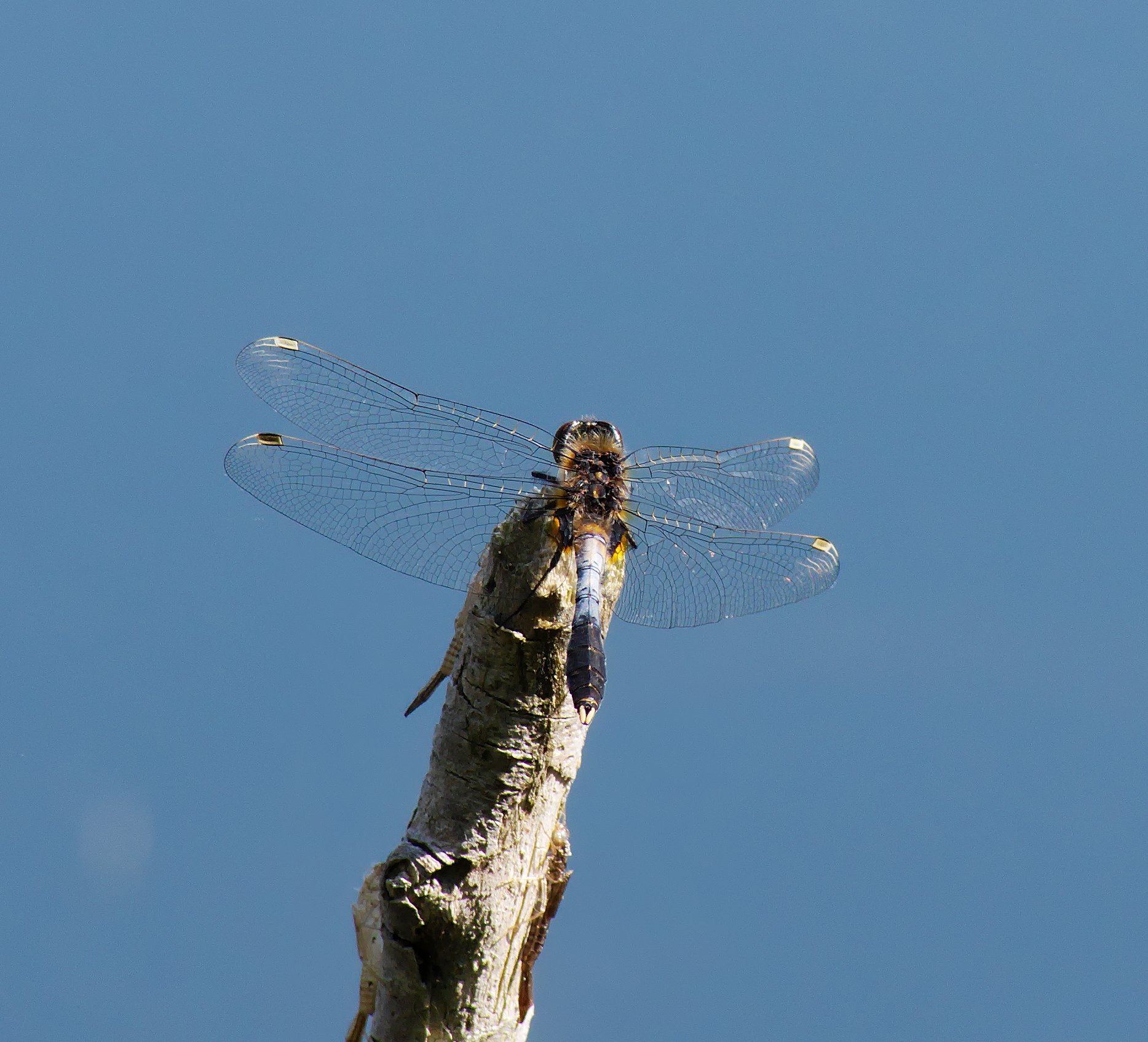

- Tập tin:Leucorrhinia caudalis, female, immature,.jpg